# Fittipaldi Automotive
Fittipaldi Automotive, a veces llamado Copersucar en alusión a su primer patrocinador importante, fue el único equipo y constructor de Fórmula 1 que tuvo su base en Brasil. Fue fundado en 1974 por el corredor Wilson Fittipaldi y su hermano menor, el doble campeón mundial Emerson, con dinero de la cooperativa brasileña de azúcar y alcohol Copersucar. En 1976, Emerson sorprendió al mundo del automovilismo al dejar al equipo campeón McLaren para manejar por su poco exitoso equipo familiar. El que luego fuera campeón mundial Keke Rosberg consiguió su primer podio en Fórmula 1 con este equipo.
El equipo tenía su base en São Paulo, a casi 10 000 kilómetros del centro del mundo del automovilismo deportivo en el Reino Unido, hasta que se mudó a Reading, Reino Unido durante 1974. Participó en 119 grandes premios entre 1975 y 1982, con un total de 156 coches inscriptos. Consiguió tres podios y 44 puntos.

## Orígenes

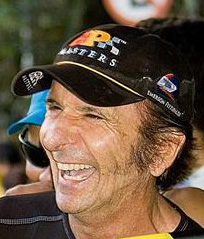
Emerson Fittipaldi.

Wilson Fittipaldi era un corredor profesional con Brabham en Fórmula 1 durante 1972 y 1973. Descontento con el tratamiento que recibía del equipo, habló con su hermano menor y doble campeón mundial Emerson Fittipaldi hacia finales de 1973 y ambos decidieron alistar su propio equipo de Fórmula 1 en Brasil. Los hermanos Fittipaldi ya estaban juntos en negocios construyendo karts y coches Fórmula Vee en Brasil desde la década de 1960, y en un exitoso negocio de accesorios especiales para automóvil. Fue a través de estas empresas que Emerson había logrado su exitoso ingreso al mundo de las competencias automovilísticas europeas en 1969. Durante la década de 1970 no era raro que un piloto diseñara o comprara su propio chasis, le colocara el fácilmente obtenible motor Cosworth DFV y una transmisión Hewland y entrara en las competencias por el campeonato del mundo (ver Hill y Surtees). A principio de la década de 1980 el DFV ya no era competitivo y era mucho más difícil conseguir y mantener los nuevos motores turbo.
La temporada 1974 se empleó en preparar el nuevo equipo que debía tener un fuerte sabor brasileño. Wilson convenció a la cooperativa de azúcar y alcohol brasileña Copersucar para que auspiciara al equipo. Emerson todavía piloto de McLaren actuaba como consultor. Un auto denominado Copersucar fue diseñado por el brasileño Richard Divila, que había trabajado para Fittipaldi Empreendimentos diseñando carros Fórmula Vee, y después para el Team Bardahl Fittipaldi de Fórmula 2 europea, modificando sus chasis de origen Lotus y Brabham. La compañía aeroespacial nacional Embraer también se involucró, proporcionando materiales para el nuevo equipo y tiempo en el túnel de viento. El mexicano Jo Ramírez fue contratado como jefe del equipo. El equipo estuvo inicialmente domiciliado en Brasil, a casi (10 000 km) del reino Unido, una decisión atrevida dada la naturaleza predominantemente británica de la tecnología de Fórmula 1 desde los 1960s adelante.
El largo y bajo Copersucar FD01, con su bulboso diseño que contenía el motor y los radiadores (estos en una posición posterior poco común), pintado en plata con aplicaciones arco iris en los flancos, fue presentado en octubre de 1974 en el Senado Federal de Brasil en Brasilia con la presencia del presidente Ernesto Geisel. Al igual que la serie Brabham BT de autos (Brabham y Tauranac), la designación FD reflejaba las iniciales del piloto y el diseñador (Fittipaldi y Divila).

## Historia

### Copersucar-Fittipaldi (1975-1977)

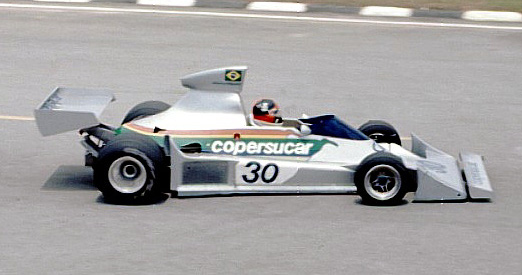
Fittipaldi FD04 de 1976.

El equipo, inicialmente conocido como Copersucar-Fittipaldi, no tuvo mucho éxito en su primera temporada en 1975. Wilson se estrelló en el chasis FD01 en la vuelta 12 de su primera carrera, el Gran Premio de Argentina de 1975, que su hermano terminó ganando con McLaren. Los chasis números FD02 y FD03, usados el resto del año, tenían el mismo diseño que el original pero fueron dotados con una sucesión de elementos aerodinámicos más convencionales. Wilson era el único piloto y solo llegó a completar cinco carreras con el mejor resultado un 10.º (y último) puesto en el Gran Premio de los Estados Unidos en Watkins Glen, y no pudo clasificar en tres ocasiones. Al italiano Arturo Merzario no le fue mejor cuando manejó el auto en el Gran Premio de Italia luego que Wilson se rompiera dos huesos de una mano en un accidente en las prácticas previas al Gran Premio de Austria. A pesar de la falta de éxitos el pequeño equipo se anotó un tanto para el siguiente año: Emerson Fittipaldi dejó McLaren, con el que había logrado su segundo título mundial de pilotos en 1974, para unirse al equipo familiar. Su hermano se retiró como piloto para supervisar el manejo del equipo.
Emerson comentó: 

Soy consciente de que no tengo virtualmente ninguna oportunidad de ganar el título mundial la siguiente temporada... Será un inicio muy difícil pero estoy muy entusiasta y estoy seguro de que con el esfuerzo de todos tendremos los primeros resultados positivos en la segunda mitad del próximo año. Creo que en el mediano plazo de uno o dos años Brasil tendrá uno de los mejores equipos de Fórmula 1 en el mundo.

Emerson fue el piloto principal del equipo en 1976 aunque el brasileño Ingo Hoffmann se le unió en cuatro carreras. Fittipaldi clasificó al nuevo FD04 quinto en su debut en el Interlagos. En la carrera solo pudo terminar en el lugar 13, una ubicación que resultó representativa de lo que sería el resto de la temporada durante la cual solo ganó tres puntos. El resultado de esta clasificación quedó como el mejor que conseguiría el equipo durante toda su historia. El experimento de tener la base del equipo en Brasil no duró, estaba demasiado lejos de sus proveedores de motores y transmisiones y no tenía la amplia disponibilidad de expertos fabricantes de componentes del Reino Unido. Aunque el primer FD04 fue construido ahí, los siguientes autos serían construidos en la base que el equipo estableció en Reading, Reino Unido, en lo que se vendría a conocer como el 'valle del automovilismo'.
El equipo mantuvo la misma configuración para 1977. Fittipaldi pudo alcanzar varios cuartos y quintos puestos a lo largo del año. Hoffman solo apareció un par de veces a principios del año finalizando 7.º en el Gran Premio de Brasil. El nuevo F5, pintado de amarillo en lugar de plata, (ya que Divila había dejado el papel de director técnico, la 'D' fue retirada de la denominación) fue presentado a mitad de temporada.

### Fittipaldi Automotive (1978-1979)
Aunque no tuvo mucho éxito en 1977, en 1978 el F5A, modificado para implementar los principios del efecto suelo que había tenido excelentes resultados al ser introducido por Lotus, permitió al ex bicampeón mundial lograr varios buenos resultados. El mejor fue un disputado segundo puesto luego de pelear con Mario Andretti y Gilles Villeneuve, en el permanente lugar afortunado del equipo en Brasil. Fittipaldi acabó con 17 puntos y el equipo, entonces llamado Fittipaldi Automotive, terminó 7.º en la tabla de Constructores —un lugar por delante de McLaren, el antiguo equipo de Emerson—.
La temporada 1979 vio desaparecer toda la promesa del año anterior. Implementar el efecto suelo exitosamente se fue haciendo crucial para el éxito en la pista pero la comprensión del fenómeno estaba en su infancia y el F6 de Ralph Bellamy fue un fracaso en la pista. Fittipaldi fue nuevamente el único piloto del equipo aunque Alex Ribeiro participó en una carrera fuera de campeonato que inauguró el circuito de Imola ese año, antes de intentar y fracasar de clasificar un auto para el North American championship races al final de la temporada.

### Skol Fittipaldi Team (1980)

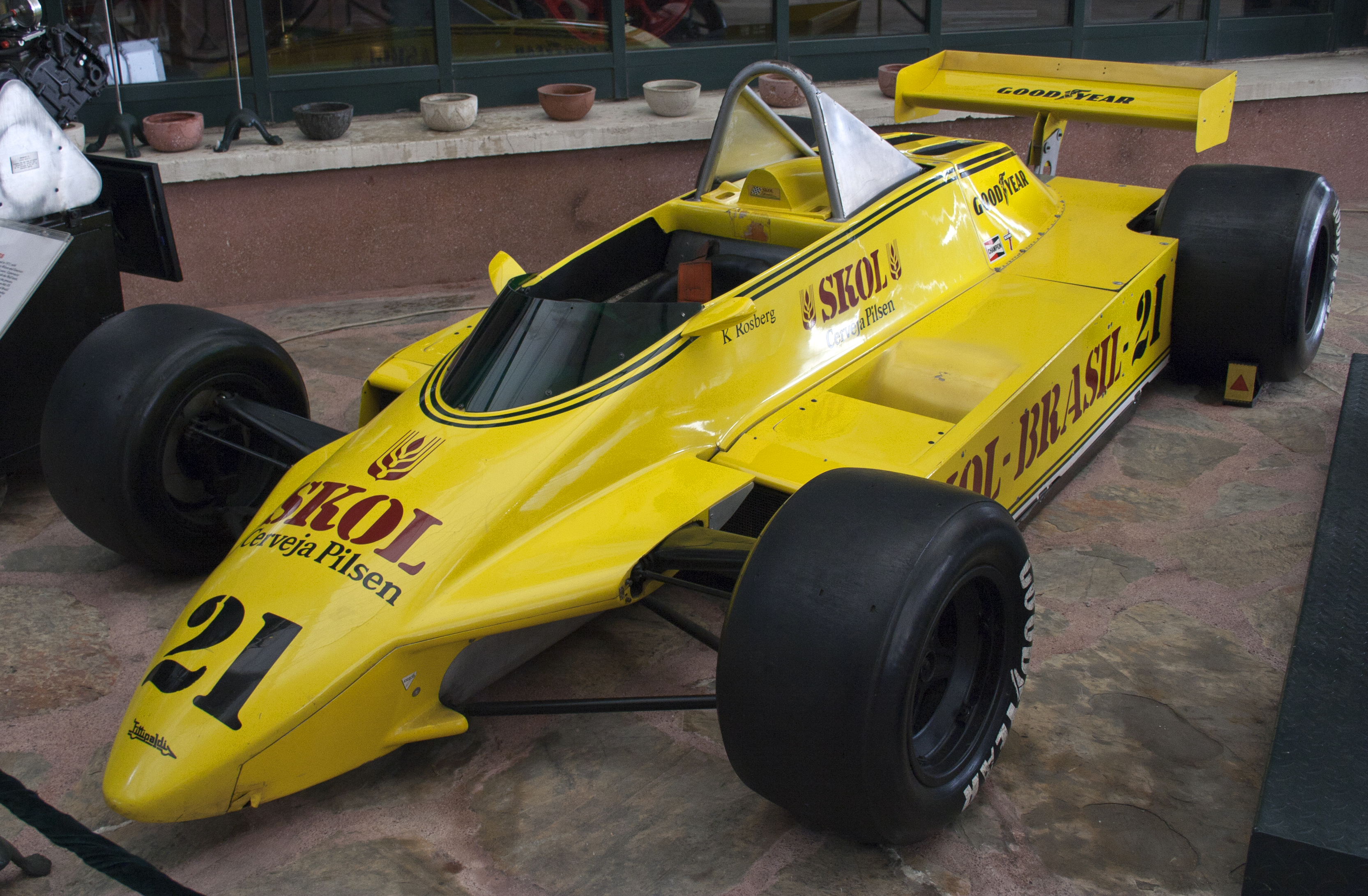
Fittipaldi F8 con auspicio de Skol.

Al terminar 1979 Copersucar decidió terminar su auspicio. El equipo compró los restos de un vecino cercano Wolf Racing, convirtiéndose por primera vez en una operación de dos coches. El equipo tomó el nombre Skol Team Fittipaldi para la temporada 1980 para reflejar el nuevo auspicio de Skol Brasil (actualmente una marca de AmBev). Emerson y el piloto Keke Rosberg de Wolf Racing compitieron la primera parte de la temporada con un chasis Wolf modificado del año anterior. Los autos, llamados F7, otorgaron un tercer lugar a cada piloto antes de ser reemplazado por el menos exitoso F8. El equipo de diseño ese año estaba encabezado por Harvey Postlethwaite, otro valor aportado por Wolf, y también incluía a un muy joven Adrian Newey —ambos diseñaron más tarde coches ganadores de campeonatos para otros equipos—.

### Fittipaldi Automotive (1981-1982)
Emerson Fittipaldi decidió retirarse al terminar el año 1980. Luego afirmó que sus dos últimos años en la Fórmula 1 habían sido poco felices: "Estaba muy envuelto con los problemas de tratar que el equipo funcione y descuidé mi matrimonio y mi vida personal", aunque en ese momento dijo que la muerte de algunos colegas era la causa. Tenía solo 33 años, pero había estado corriendo en Fórmula 1 durante una década. No había podido acabar siete de las 10 últimas pruebas de ese año y en varias oportunidades había sido superado por su compañero finés. Pasó a la gerencia del equipo y el joven brasileño Chico Serra lo reemplazó durante 1981. El equipo, que había retomado el nombre de Fittipaldi Automotive luego de terminar el auspicio de Skol, entró en franco declive de 1981 adelante. Postlethwaite se fue para Ferrari a comienzos del año y el equipo nuevamente empezó a utilizar variantes de chasis de la temporada anterior, neumáticos Michelin, Avon y Pirelli —incluyendo una carrera en la que cada coche usó una marca diferente—. Rosberg se las arregló para conseguir un cuarto puesto (una vuelta atrás) en el Gran Premio de Sudáfrica organizado por la FOCA y no válido para el campeonato mundial al inicio del año, pero después de eso ambos pilotos registraron una seguidilla de abandonos y fracasos en las clasificaciones. Cuando lograban terminar las carreras quedaban entre los últimos y ese año no consiguieron puntos.
Rosberg pasó a Williams para 1982, donde ganaría el campeonato de pilotos. El equipo continuó con un solitario F8 pilotado por Serra —frecuentemente usando un chasis que había corrido durante casi toda la temporada 1981— y ganó un último punto con su sexto lugar en el Gran Premio de Bélgica en Zolder, aunque solo después de que Niki Lauda fue descalificado. Un último coche nuevo —el externamente idéntico F9, diseñado por Divila, que había vuelto al equipo, fue presentado en el Gran Premio de Francia de ese año— no pudo mejorar las cosas. El equipo se declaró insolvente al final de la temporada 1982 y cerró sus puertas. Para la temporada de 1983 iban a ser sus pilotos Alex Dias Ribeiro (Brasil) y Emilio de Villota (España) con sendos Fittipaldi FD 10 Ford Cosworth Pirelli numeros 20 y 21 respectivamente.

## Fórmula Aurora
Un chasis Fittipaldi F5A manejado por RAM Racing (bajo el nombre de MotorParts Ultramar Racing Team) logró la única victoria para la marca en el campeonato de Fórmula Aurora en Brands Hatch el 15 de abril de 1979 en las manos de Guy Edwards. La competencia fue la Carrera de Campeones de F1 no puntuable para el campeonato mundial, y Edwards fue sexto en la clasificación general de la carrera detrás de cinco pilotos habituales del mundial. Él y su compañero Bernard de Dryver lograron otros buenos resultados en las series, incluyendo una seguidilla podios.
Valentino Musetti, un acróbata italiano, corrió con una variante puesta al día del F5B en la Fórmula Aurora de 1980, pero con menos éxito.

## Pilotos notables
Durante gran parte de su historia Fittipaldi Automotive estuvo enteramente enfocado en Emerson Fittipaldi. Emerson fue dos veces campeón mundial, reconocido por su estilo tranquilo y rápido, cuando se unió al equipo de la familia. Aunque su hermano mayor fue el piloto en la primera temporada, la idea de que Emerson podía manejar por el equipo siempre estuvo en el aire y solo un año más tarde canceló las negociaciones para un nuevo contrato, que ya estaban bien avanzadas, con su equipo de entonces McLaren y firmó con Fittipaldi. Aunque se mantuvo capaz de actuaciones dignas de los primeros lugares, durante su época con Fittipaldi Automotive se convirtió un piloto inconsistente. En varias ocasiones el director del equipo Jo Ramírez regañó a su piloto cuando un súbito arranque de velocidad indicaba que este no estaba conduciendo a su máxima capacidad. Para 1980 el compañero de Fittipaldi, Keke Rosberg, pensaba que Emerson había dejado atrás su mejor momento y lo veía desmotivado. Emerson se retiró al final de ese año tras seis temporadas completas con el equipo de la familia. La sociedad destruyó la gran carrera en Fórmula 1 de un joven y muy competitivo piloto, aunque más tarde lograría una muy exitosa carrera en el más alto nivel de las competencias norteamericanas de monoplazas en las series CART. Algo parecido le pasó años después al también campeón mundial Jacques Villeneuve con sus cinco frustrantes años con BAR equipo forjado con dinero de la tabacalera BAT en 1998.
El joven finés Keke Rosberg estaba pasando apuros para conseguir una plaza competitiva en la Fórmula 1 cuando se unió a Fittipaldi para la temporada 1980. Previamente había corrido esporádicamente durante dos temporadas en los equipos Theodore Racing, ATS y Walter Wolf Racing pero aunque ganó una carrera fuera de campeonato con Theodore, no había logrado ningún punto en el campeonato mundial de pilotos. Fittipaldi compró el equipo Wolf a fin de 1979. Rosberg declaró que Emerson, que hasta ese entonces no había tenido un compañero de tiempo completo en Fittipaldi Automotive, quería otro piloto brasileño pero los exempleados de Wolf, Peter Warr y Harvey Postlethwaite, lo convencieron para que ofreciera la plaza al finés. Rosberg mismo vio una temporada completa en Fórmula 1 con Fittipaldi como un paso "hacia la victoria". Fue competitivo durante la primera temporada junto con Emerson, logrando un podio en su primera carrera con el equipo, el Gran Premio de Argentina de 1981. Rosberg adelantó a Emerson en la pista durante la siguiente carrera, y afirma que desde ahí hubo fricciones entre Fittipaldi y él. Durante su desastrosa segunda temporada con el equipo, durante la cual no lograron ni un solo punto, Rosberg arregló la rescisión de su contrato. Pasó a Williams, donde ganaría el campeonato mundial de pilotos la siguiente temporada.

## Resultados

### Fórmula 1
(Clave) (negrita indica pole position) (cursiva indica vuelta rápida)

| Año     | Chasis         | Motor                    | Pilotos            | 1   | 2   | 3   | 4   | 5   | 6    | 7   | 8   | 9   | 10  | 11  | 12  | 13  | 14  | 15  | 16  | 17  | Puntos | Pos. |
| ------- | -------------- | ------------------------ | ------------------ | --- | --- | --- | --- | --- | ---- | --- | --- | --- | --- | --- | --- | --- | --- | --- | --- | --- | ------ | ---- |
| 1975    | FD01 FD02 FD03 | Ford Cosworth DFV 3.0 V8 |                    | ARG | BRA | RSA | ESP | MON | BEL  | SWE | NED | FRA | GBR | GER | AUT | ITA | USA |     |     |     | 0      | NC   |
| 1975    | FD01 FD02 FD03 | Ford Cosworth DFV 3.0 V8 | Wilson Fittipaldi  | Ret | 13  | DNQ | Ret | DNQ | 12   | 17  | 11  | Ret | 19  | Ret | DNS |     | 10  |     |     |     | 0      | NC   |
| 1975    | FD01 FD02 FD03 | Ford Cosworth DFV 3.0 V8 | Arturo Merzario    |     |     |     |     |     |      |     |     |     |     |     |     | 11  |     |     |     |     | 0      | NC   |
| 1976    | FD03 FD04      | Ford Cosworth DFV 3.0 V8 |                    | BRA | RSA | USW | ESP | BEL | MON  | SWE | FRA | GBR | GER | AUT | NED | ITA | CAN | USA | JPN |     | 3      | 11.º |
| 1976    | FD03 FD04      | Ford Cosworth DFV 3.0 V8 | Emerson Fittipaldi | 13  | 17  | 6   | Ret | DNQ | 6    | Ret | Ret | 6   | 13  | Ret | Ret | 15  | Ret | 9   | Ret |     | 3      | 11.º |
| 1976    | FD03 FD04      | Ford Cosworth DFV 3.0 V8 | Ingo Hoffmann      | 11  |     | DNQ | DNQ |     |      |     | DNQ |     |     |     |     |     |     |     |     |     | 3      | 11.º |
| 1977    | FD04 F5        | Ford Cosworth DFV 3.0 V8 |                    | ARG | BRA | RSA | USW | ESP | MON  | BEL | SWE | FRA | GBR | GER | AUT | NED | ITA | USA | CAN | JPN | 11     | 9.º  |
| 1977    | FD04 F5        | Ford Cosworth DFV 3.0 V8 | Emerson Fittipaldi | 4   | 4   | 10  | 5   | 14  | Ret  | Ret | 18  | 11  | Ret | DNQ | 11  | 4   | DNQ | 13  | Ret |     | 11     | 9.º  |
| 1977    | FD04 F5        | Ford Cosworth DFV 3.0 V8 | Ingo Hoffmann      | Ret | 7   |     |     |     |      |     |     |     |     |     |     |     |     |     |     |     | 11     | 9.º  |
| 1978    | F5A            | Ford Cosworth DFV 3.0 V8 |                    | ARG | BRA | RSA | USW | MON | BEL  | ESP | SWE | FRA | GBR | GER | AUT | NED | ITA | USA | CAN |     | 17     | 7.º  |
| 1978    | F5A            | Ford Cosworth DFV 3.0 V8 | Emerson Fittipaldi | 9   | 2   | Ret | 8   | 9   | Ret  | Ret | 6   | Ret | Ret | 4   | 4   | 5   | 8   | 5   | Ret |     | 17     | 7.º  |
| 1979    | F5A F6A        | Ford Cosworth DFV 3.0 V8 |                    | ARG | BRA | RSA | USW | ESP | BEL  | MON | FRA | GBR | GER | AUT | GER | ITA | CAN | USA |     |     | 1      | 12.º |
| 1979    | F5A F6A        | Ford Cosworth DFV 3.0 V8 | Emerson Fittipaldi | 6   | 11  | 13  | Ret | 11  | 9    | Ret | Ret | 12  | Ret | Ret | Ret | 8   | 8   | 7   |     |     | 1      | 12.º |
| 1979    | F5A F6A        | Ford Cosworth DFV 3.0 V8 | Alex Ribeiro       |     |     |     |     |     |      |     |     |     |     |     |     |     | DNQ | DNQ |     |     | 1      | 12.º |
| 1980    | F7 F8          | Ford Cosworth DFV 3.0 V8 |                    | ARG | BRA | RSA | USW | BEL | MON  | FRA | GBR | GER | AUT | NED | ITA | CAN | USA |     |     |     | 11     | 9.º  |
| 1980    | F7 F8          | Ford Cosworth DFV 3.0 V8 | Emerson Fittipaldi | NC  | 15  | 8   | 3   | Ret | 6    | Ret | 12  | Ret | 11  | Ret | Ret | Ret | Ret |     |     |     | 11     | 9.º  |
| 1980    | F7 F8          | Ford Cosworth DFV 3.0 V8 | Keke Rosberg       | 3   | 9   | Ret | Ret | 7   | DNQ  | Ret | DNQ | Ret | 16  | DNQ | 5   | 9   | 10  |     |     |     | 11     | 9.º  |
| 1981    | F8C            | Ford Cosworth DFV 3.0 V8 |                    | USW | BRA | ARG | SMR | BEL | MON  | ESP | FRA | GBR | GER | AUT | NED | ITA | CAN | LVG |     |     | 0      | NC   |
| 1981    | F8C            | Ford Cosworth DFV 3.0 V8 | Keke Rosberg       | Ret | 9   | Ret | Ret | Ret | DNQ  | 12  | Ret | Ret | DNQ |     | DNQ | DNQ | DNQ | 10  |     |     | 0      | NC   |
| 1981    | F8C            | Ford Cosworth DFV 3.0 V8 | Chico Serra        | 7   | Ret | Ret | DNQ | Ret | DNQ  | 11  | DNS | DNQ | DNQ |     | DNQ | DNQ | DNQ | DNQ |     |     | 0      | NC   |
| 1982    | F8D F9         | Ford Cosworth DFV 3.0 V8 |                    | RSA | BRA | USW | SMR | BEL | MON  | USE | CAN | NED | GBR | FRA | GER | AUT | SUI | ITA | LVG |     | 1      | 14.º |
| 1982    | F8D F9         | Ford Cosworth DFV 3.0 V8 | Chico Serra        | 17  | Ret | DNQ |     | 6   | DNPQ | 11  | DNQ | Ret | Ret | DNQ | 11  | 7   | DNQ | 11  | DNQ |     | 1      | 14.º |
| Fuente: |                |                          |                    |     |     |     |     |     |      |     |     |     |     |     |     |     |     |     |     |     |        |      |

#### Carreras fuera del campeonato
| Año  | Gran Premio               | Circuito    | Piloto             | Resultado | Notas |
| ---- | ------------------------- | ----------- | ------------------ | --------- | --- |
| 1975 | BRDC International Trophy | Silverstone | Wilson Fittipaldi  | Ret       | El International Trophy se disputó regularmente desde los años de 1950 hasta los 1970                                                        |
| 1978 | BRDC International Trophy | Silverstone | Emerson Fittipaldi | 2         | El International Trophy se disputó regularmente desde los años de 1950 hasta los 1970                                                        |
| 1979 | Gran Premio Dino Ferrari  | Imola       | Alex Ribeiro       | Ret       | Carrera para festejar la inauguración del Autodromo Enzo e Dino Ferrari                                                                      |
| 1980 | Gran Premio de España     | Jarama      | Emerson Fittipaldi | 5         | Esta carrera no fue reconocida por los equipos 'FISA' en el marco de la guerra FISA-FOCA y luego fue declarada no válida para el campeonato. |
| 1980 | Gran Premio de España     | Jarama      | Keke Rosberg       | Ret       | Esta carrera no fue reconocida por los equipos 'FISA' en el marco de la guerra FISA-FOCA y luego fue declarada no válida para el campeonato. |
| 1981 | Gran Premio de Sudáfrica  | Kyalami     | Keke Rosberg       | 4         | Otra víctima de la guerra FISA-FOCA |
| 1981 | Gran Premio de Sudáfrica  | Kyalami     | Chico Serra        | 9         | Otra víctima de la guerra FISA-FOCA |